# Çankırı Belediyespor
Çankırıspor is een voormalige voetbalclub opgericht in 1993 te Çankırı, Turkije. De clubkleuren waren blauw en wit. De thuisbasis van de voetbalclub was het Çankırı Atatürk Stadion.

## Geschiedenis

### Oprichting
De club Çankırıspor is opgericht in 1993 als Çankırı Belediyespor. In 1994 mocht de club pas spelen in het Türkiye Futbol Federasyonu 3. Lig. Çankırıspor voetbalde tot 1996 in de 3. Lig. In 1996 promoveerde de club naar 2. Lig, waar het sindsdien vertoeft. Çankırı Belediyespor is de enige club uit Çankırı die op een professioneel niveau voetbalt. Sinds 1996 heeft de ploeg nooit gepromoveerd of gedegradeerd van het 2. Lig. 

### Oprichters
- Raif Oktay
- Ali Soydaş
- Sadık Çağlar
- Selahattin Gülburun
- Süreyya Elmalı
- Mehmet Uzun
- Hasan Koç
- Hasan Basri

### 2007-2008
In het seizoen 2007-2008 wordt de club eerste in zijn reeks, en mag zo play-offs gaan spelen voor het 1. Lig. In het kwartfinale van de play-off, wint de club tegen Alanyaspor met een 3-0 score. In de halve finales verliest de club wel tegen Adana Demirspor. De wedstrijd eindigde 0-0, dus ging men naar verlengingen. Toen scoorde Adana Demirspor 3 doelpunten, en eindigt de wedstrijd zo dus in 3-0. 